# Big Ocean
Cette page contient des caractères spéciaux ou non latins. S’ils s’affichent mal (▯, ?, etc.), consultez la page d’aide Unicode.
Big Ocean (hangeul : 빅오션 ; RR : Big-osyeon ; litt. « Grand océan ») est un boys band sourd sud-coréen de K-pop, originaire de Séoul. Formé en 2024 par Parastar Entertainment, il est composé de trois membres : Lee Chan-yeon (이찬연), Park Hyun-jin (박현진) et Kim Ji-seok (김지석). Ces derniers débutent officiellement le 20 avril 2024, coïncidant avec la journée des handicapés en Corée du Sud,.

## Histoire

### Origines
Lee Chan-yeon, Park Hyun-jin et Kim Ji-seok se sont déjà formés, deux ans auparavant. Ils ont un différent degré des types de surdités : Kim Ji-seok, né sourd, porte ses deux appareils auditifs, Park Hyun-jin, ayant progressivement perdu l'audition à l'âge de trois ans, possède un implant cochléaire et une prothèse et Lee Chan-yeon, devenu sourd à l'âge de onze ans, est implanté sur ses deux oreilles.
Avant de se former en groupe, ils travaillaient à temps complet : Lee Chan-yeon était audiologiste au Centre hospitalier universitaire coréen (en) à Séoul, Park Hyun-jin était un YouTuber bien connu à la télévision qui partageait des idées sur sa vie quotidienne tout en vivant avec son handicap et Kim Ji-seok était un skieur alpin professionnel et membre de l'association de ski séoulienne pour handicapés,.

### Débuts avecFollow(2024)
En mars 2024, Parastar Entertainment annonce l'arrivée de Big Ocean, composé de trois garçons qui chansigneront en langue des signes coréenne (KSL), la langue des signes américaine (ASL) et la langue des signes internationale (ISL). Le nom du groupe, « Big Ocean », a pour signification de « surprendre le monde » et l'ambition d'« avoir le potentiel de la mer et de s'étendre au monde entier comme la mer ». Selon leur agence, les membres ont enregistré des chansons dans leur propre voix, comme les chanteurs non handicapés. Cependant, certaines parties de l'enregistrement sont alimenté par l'aide de l'intelligence artificielle, ayant appris les données de la voix de chaque membre pour aider à réaliser leurs propres voix. Le groupe utilisera, en plus, des montres intelligentes qui vibrent au rythme de la musique et des écrans qui clignotent tous les huit temps afin de rester au bon rythme pendant la danse,,.

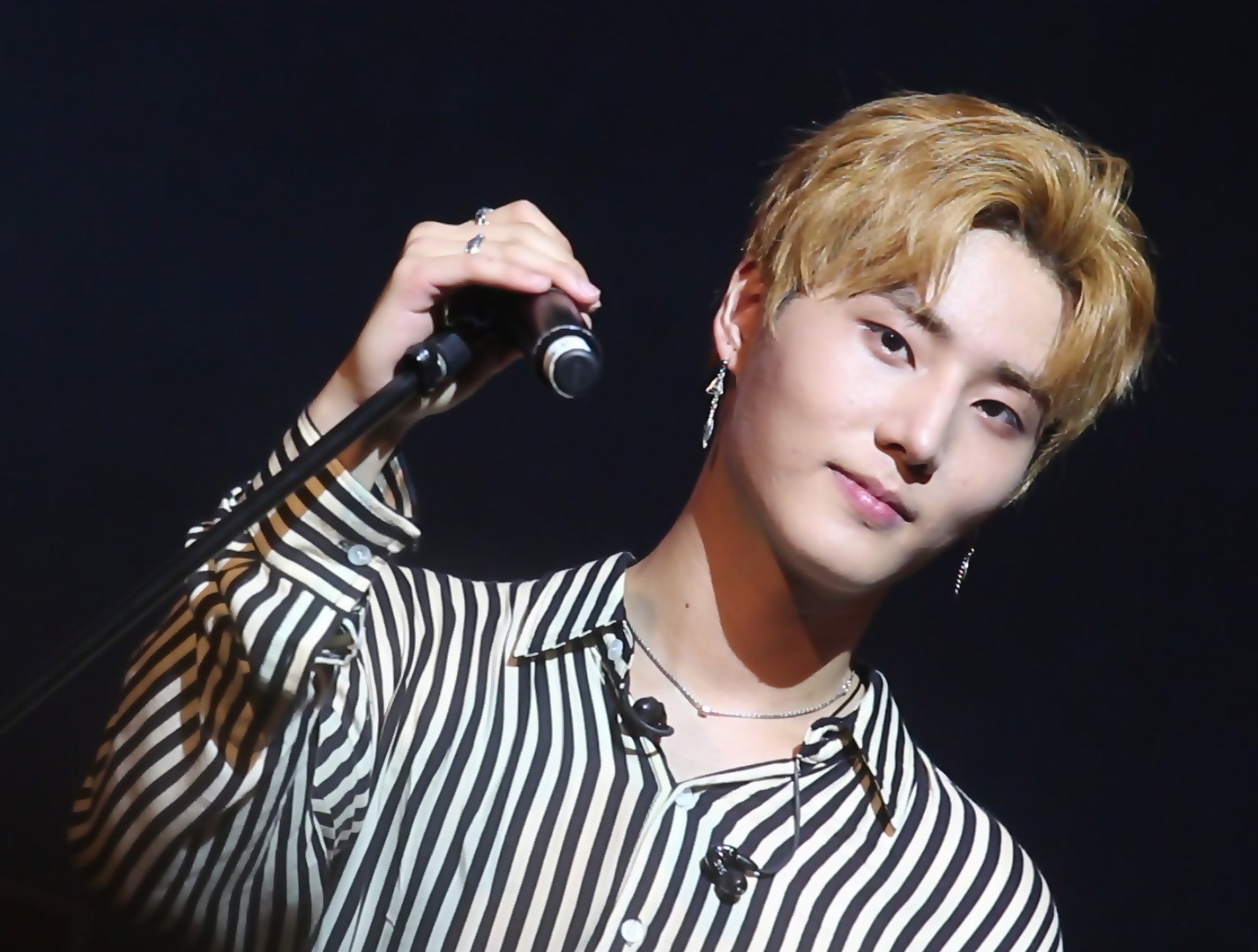
Young K.

Le 20 avril, le groupe débute avec leur premier morceau Glow, inspiré de la chanson Hope du groupe d'idols H.O.T. en 1988. Le 1er juin, le groupe sort sa deuxième chanson Blow, en collaboration avec Tiktok coréen. Le 11 août, la bande sort son troisième single Slow avec Young K (en) du groupe Day6. Cette chanson rend hommage aux athlètes sud-coréens participant aux Jeux olympiques et paralympiques d'été de 2024.
Big Ocean collabore également avec l'Organisation mondiale de la santé (OMS) afin de produire des vidéos spécialisées pour sourds et malentendants. Le 22 août 2024, le groupe chante à la sixième édition de Newsis Korean Wave Expo, où il reçoit le Hallyu Special Award comme image de l'espoir,.
Le 12 novembre 2024, le groupe sort son premier EP Follow, comprenant les singles précédemment sortis ainsi qu'un nouveau morceau Flow, produit par le producteur américain Mark Batson. Le clip de cette chanson a lieu à l'Institut national des jeunes sourds de Paris.

## Discographie

### EP
| Follow         | - Sortie : 12 novembre 2024 - Labels : Parastar Entertainment, Kakao Entertainment - Formats : CD, téléchargement \| 1. \| Flow \| \| \| 2. \| Glow \| \| \| 3. \| Blow \| \| \| 4. \| Slow (avec Young K) \| \| | 41    | - COR : 1 603 |
| Morceaux bonus | |       |               |
| No             | Titre | Durée |               |
| 1.             | Flow |       |               |
| 2.             | Glow |       |               |
| 3.             | Blow |       |               |
| 4.             | Slow (avec Young K) |       |               |

### Singles
- Glow
- Blow
- Slow (avec Young K)
- Flow